# مطالعات ناتوانی
مطالعات ناتوانی/معلولیت (به انگلیسی:Disability studies) یک رشته دانشگاهی است که معنا، ماهیت و پیامدهای ناتوانی و معلولیت را بررسی می‌کند. در ابتدا، این رشته بر تقسیم بین «آسیب دیدگی (به انگلیسی:impairment)» و «ناتوانی (به انگلیسی:disability)» متمرکز بود، که در آن آسیب دیدگی یک آسیب در ذهن یا بدن یک فرد، و ناتوانی یک ساختار اجتماعی تعریف می‌شود. این فرض دو مدل متمایز از ناتوانی را به وجود آورد: مدل اجتماعی ناتوانی و مدل پزشکی ناتوانی. در سال ۱۹۹۹ میلادی، الگوی و مدل اجتماعی ارجحیت یافت و به‌طور جهانی پذیرفته شد. با این حال، در سال‌های اخیر، تقسیم بین مدل‌های اجتماعی و پزشکی به چالش کشیده شده‌است. علاوه بر این، تمرکز فزاینده ای بر تحقیقات بین رشته‌ای شده‌است. به عنوان مثال، تحقیقات اخیر نشان می‌دهد که استفاده از «نشانگرهای مقطعی طبقه‌بندی (به انگلیسی:cross-sectional markers of stratification)" ممکن است به ارائه بینش‌های جدیدی در مورد توزیع غیر تصادفی عوامل خطر که قادر به تشدید فرآیندهای ناتوانی هستند کمک کند.
موضوعات مطالعات ناتوانی شامل آثاری در تاریخ ناتوانی، نظریه، قانون گذاری، سیاست، اخلاق و هنر است. با این حال، به دانشجویان آموزش داده می‌شود که از نظر عملی بر تجربیات زندگی افراد دارای معلولیت تمرکز کنند. این رشته بر افزایش دسترسی افراد دارای معلولیت و ناتوانی به حقوق مدنی و بهبود کیفیت زندگی آنها متمرکز است.
مطالعات مربوط به ناتوانی در دهه ۱۹۸۰ میلادی عمدتاً در ایالات متحده، بریتانیا و کانادا ظاهر شد. در سال ۱۹۸۶ میلادی، بخش مطالعه بیماری مزمن، آسیب دیدگی و ناتوانی انجمن علوم اجتماعی (ایالات متحده آمریکا) (به انگلیسی: Section for the Study of Chronic Illness, Impairment, and Disability of the Social Science Association (United States)) به انجمن مطالعات ناتوانی (به انگلیسی:Society for Disability Studies) تغییر نام داد. اولین برنامه مطالعات آکادمیک ناتوانی در ایالات متحده در سال ۱۹۹۴ میلادی در دانشگاه سیراکیوس آغاز شد. اولین ویرایش Disabilities Studies Reader (یکی از اولین مجموعه مقالات دانشگاهی مرتبط با مطالعات ناتوانی) در سال ۱۹۹۷ میلادی منتشر شد. این رشته در ده سال بعدی به سرعت رشد کرد. در سال ۲۰۰۵ میلادی، انجمن زبان مدرن (به انگلیسی:Modern Language Association) مطالعات ناتوانی را به عنوان «بخش فرعی از مطالعه آکادمیک» تأسیس کرد.
در حالی که مطالعات ناتوانی در ابتدا در ایالات متحده، بریتانیا و کانادا پدیدار شد، مطالعات مربوط به ناتوانی در کشورهای دیگر نیز از طریق دریچه‌های مختلف انجام شده بود. به عنوان مثال، دانشگاه‌های آلمانی از ابتدای قرن بیستم به «Queer Disability Studies» توجه می‌کنند. مطالعات ناتوانی در آلمان تحت تأثیر آثار ادبی مکتوب جنسیت‌گرا و فمینیست است. این آثار بررسی می‌کند که چگونه معلولیت بر تمایلات جنسی و توانایی احساس لذت تأثیر می‌گذارد. در نروژ، مطالعات ناتوانی در زمینه ادبی متمرکز است.
تغییراتی در سال ۲۰۱۷ میلادی با اولین برنامه مطالعات دسترسی‌پذیری در دانشگاه مرکزی واشینگتن با تمرکز بین رشته‌ای بر عدالت اجتماعی، طراحی جهانی و دستورالعمل‌های بین‌المللی دسترسی به وب (WAG3) به عنوان پایگاهی برای دانش آموزش عمومی به‌وجود آمد.

## نظریه پردازان قابل توجه این رشته
- Peter Beresford
- Michael Bérubé
- James Charlton
- Lennard J. Davis
- Nirmala Erevelles
- Vic Finkelstein
- Rosemarie Garland-Thomson
- Johanna Hedva
- Laura Hershey
- Eva Kittay
- Simi Linton
- Mike Oliver
- Robert McRuer
- Tom Shakespeare
- Anne Waldschmidt
- Irving Zola